# Zofia Moraczewska
Zofia Anna Moraczewska z domu Gostkowska (ur. 4 lipca 1873 w Czerniowcach, zm. 16 listopada 1958 w Sulejówku) – polska działaczka społeczna i polityczka lewicy, posłanka na Sejm Ustawodawczy oraz na Sejm III kadencji w II RP, żona Jędrzeja Moraczewskiego.

## Życiorys
Urodziła się jako córka rektora Politechniki Lwowskiej Romana Gostkowskiego i Wandy z Dylewskich. Dzieciństwo i młodość spędziła we Lwowie oraz w należącej do jej dziadków (Aleksandry z domu Graf i lekarza wojskowego Juliana Dylewskich) wsi Ostra pod Czerniowcami.
Początkowo uczyła się w domu, w 1889 r. ukończyła Zakład Wyższy Naukowy Żeński W. Niedziałkowskiej, a następnie Seminarium Nauczycielskie Żeńskie we Lwowie. W 1893 r. z odznaczeniem zdała egzamin dojrzałości, zaś w 1895 złożyła egzamin na nauczyciela języka niemieckiego w szkołach powszechnych. Od 1891 do 1893 r. wykonywała pracę nauczycielki w gimnazjum W. Niedziałkowskiej we Lwowie, następnie do 1895 r. odbyła praktykę w szkole ćwiczeń przy tym gimnazjum.
Już we wczesnej młodości zaangażowała się w działalność społeczną i polityczną – w 1896 r. wstąpiła do Galicyjskiej Partii Socjaldemokratycznej, a w tym samym roku wyszła za mąż za Jędrzeja Moraczewskiego. W czasie zamieszkania w okręgu wyborczym Moraczewskiego w Stryju z jej inicjatywy powstały organizacje „Związek Kobiet” i „Praca”, które szerzyły idee socjalistyczne i niepodległościowe, propagowały zasady spółdzielczości.
Po wybuchu I wojny światowej rozpoczęła działalność w utworzonej w 1915 r. Lidze Kobiet Galicji i Śląska. W latach 1916–1918 była jej przewodniczącą. W 1918 r. wraz z działaczkami Ligi Kobiet Pogotowia Wojennego działającej na terenie Królestwa Polskiego utworzyła Ligę Kobiet Polskich. W okresie 1917–1918 pracowała w Związku Sanitariuszek, następnie w 1919 r. w redakcji „Głosu Kobiet” w Warszawie, organie Wydziału Kobiecego PPS w Warszawie. Od 1920 r. na stałe mieszkała w Sulejówku k. Warszawy.
W styczniu 1919 została wybrana z listy nr 1 (PPSD) w okręgu wyborczym nr 36 (Kraków) i weszła w skład Sejmu Ustawodawczego RP zasiadając jako jedyna kobieta w klubie Związku Polskich Posłów Socjalistycznych. Na 10 sesji Sejmu 5 marca 1919. wystąpiła z interpelacją przeciw dyskryminacji kobiet, jaką było zamierzone zwolnienie z pracy urzędniczek w Ministerstwie Spraw Zagranicznych.
Wraz z Julianem Smulikowskim głosowała za uchwaleniem konstytucji marcowej, za co otrzymała naganę partyjną – na znak protestu wystąpiła z klubu i na kilka lat zawiesiła działalność polityczną, we wrześniu 1922 (pięć lat później wystąpiła z PPS).
Po przewrocie majowym dokonanym w 1926 r. przez Józefa Piłsudskiego, stanęła w grudniu 1927 na czele „Demokratycznego Komitetu Wyborczego Kobiet Polskich”. Po zakończonych wyborach parlamentarnych, w marcu 1928 z inicjatywy Moraczewskiej został on przekształcony w Związek Pracy Obywatelskiej Kobiet, który szybko stał się największą organizacją kobiecą w kraju. Dzięki jej zabiegom przedstawicielki Związku weszły w skład delegacji rządowych na sesje Międzynarodowego Biura Pracy, sesję Ligi Narodów w Genewie w 1931 r. oraz na Konferencję Rozbrojeniową w Genewie w 1932 r.
W 1930 r. ponownie wybrana z listy państwowej BBWR do Sejmu, nie przejawiała większej aktywności w życiu politycznym. W Sejmie była kierowniczką grupy w Komisji Imigracyjnej.
W 1933 r. zrzekła się stanowiska przewodniczącej Związku Pracy Obywatelskiej Kobiet i wraz z grupą współpracowniczek wystąpiła z organizacji protestując przeciw zbyt prorządowemu stanowisku Związku. W 1935 r. powołała do życia „Samopomoc Społeczną Kobiet”.

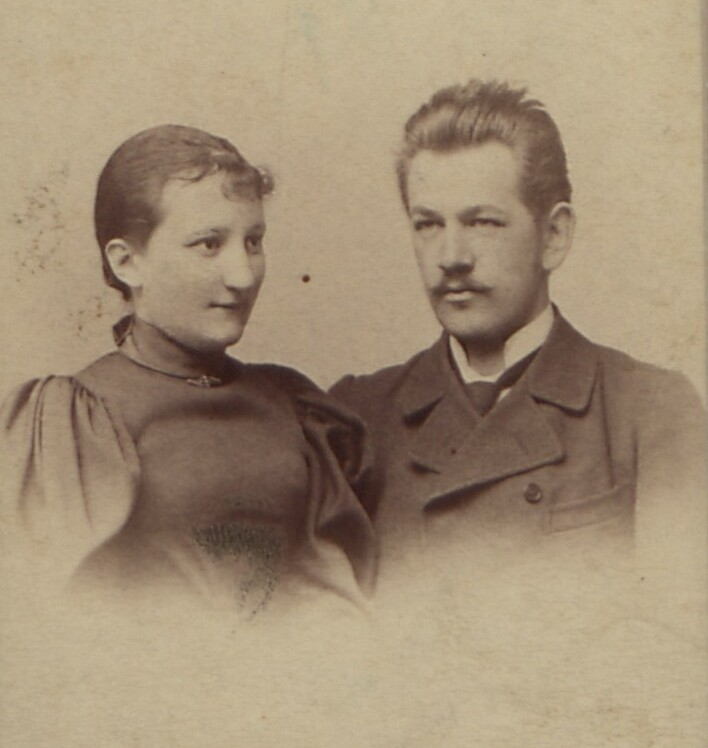
Zofia i Jędrzej Moraczewscy po ślubie, 1896 r.

W czasie wojny była członkinią Rady Nadzorczej Spółdzielni Spożywców „Społem” w Sulejówku i organizatorką Komitetu Obywatelskiego pomocy ofiarom wojny. W grudniu 1940 usunięta przez Niemców z własnego domu zamieszkała wraz z mężem w drewnianej oficynie dworku Józefa Piłsudskiego w Sulejówku. Po wojnie nie angażowała się w życie publiczne. Władze komunistyczne pozwoliły jej na zatrzymanie willi w Sulejówku, w którym mieszkała od 1920 r. Po wojnie, od 1947 r. przygotowywała do druku Encyklopedię Polskiego Ruchu Kobiecego. Zmarła 16 listopada 1958 w Sulejówku. Pochowana na cmentarzu Powązki Wojskowe w Warszawie (kwatera A27-2-22).

## Życie prywatne
Zamężna z Jędrzejem Moraczewskim (premierem). Mieli czworo dzieci, z których pierwszy syn Tadeusz (1901–1902) zmarł w niemowlęctwie, natomiast drugi syn Kazimierz (1903–1920) poległ 1 sierpnia 1920 pod Nowogrodem, w czasie wojny polsko-bolszewickiej jako 17-letni ochotnik. Trzeci syn Adam (1907–1941) był doktorem historii, a w czasie wojny kurierem (zginął w KL Auschwitz), a ich córka Wanda (1905–1942) była nauczycielką łaciny i żołnierką AK, więzioną na Pawiaku; zginęła w 1942 w KL Auschwitz-Birkenau.

## Ordery i odznaczenia
- Krzyż Niepodległości (12 maja 1931)[4]
- Krzyż Oficerski Orderu Odrodzenia Polski (1930)
- Krzyż Kawalerski Orderu Odrodzenia Polski (30 kwietnia 1927)[5][6]
- Medal 10-lecia Polski Ludowej (19 stycznia 1955)[7]

## Upamiętnienie
- Imię Jędrzeja i Zofii Moraczewskich noszą prywatne szkoły (gimnazjum i szkoły podstawowe) w Sulejówku[8].
- W lutym 2014 imię Zofii Moraczewskiej nadano sali nr 25 w gmachu „G” w kompleksie budynków Sejmu i Senatu[9].
- Festiwal „Zofiówka” w Sulejówku; cykl wydarzeń kulturalnych zainspirowanych aktywną, społeczną postawą Zofii Moraczewskiej[10].
- W 2023 jej imię nadano ulicy w dzielnicy Ursus w Warszawie[11].